# The Man in Grey
The Man in Grey is een Britse dramafilm uit 1943 onder regie van Leslie Arliss. De film is gebaseerd op de gelijknamige roman uit 1942 van de Britse schrijfster Eleanor Smith.

## Verhaal
Tijdens een veiling op een Engels landgoed ontmoeten twee vreemden elkaar. Ze blikken terug op hun familiegeschiedenissen. Aldus wordt het verhaal onthuld van de mooie, rijke Clarissa en haar relatie met de verpauperde en bittere Hesther.

## Rolverdeling
| Acteur            | Personage        |
| ----------------- | ---------------- |
| Margaret Lockwood | Hesther          |
| Phyllis Calvert   | Clarissa         |
| James Mason       | Lord Rohan       |
| Stewart Granger   | Rokeby           |
| Harry Scott       | Toby             |
| Martita Hunt      | Miss Patchett    |
| Helen Haye        | Lady Rohan       |
| Beatrice Varley   | Zigeunerin       |
| Raymond Lovell    | Prins-regent     |
| Nora Swinburne    | Mrs. Fitzherbert |